# Jagabaya (Cimaung)
Jagabaya is een bestuurslaag in het regentschap Bandung van de provincie West-Java, Indonesië. Jagabaya telt 12.390 inwoners (volkstelling 2010).